# Julie Fedorchak

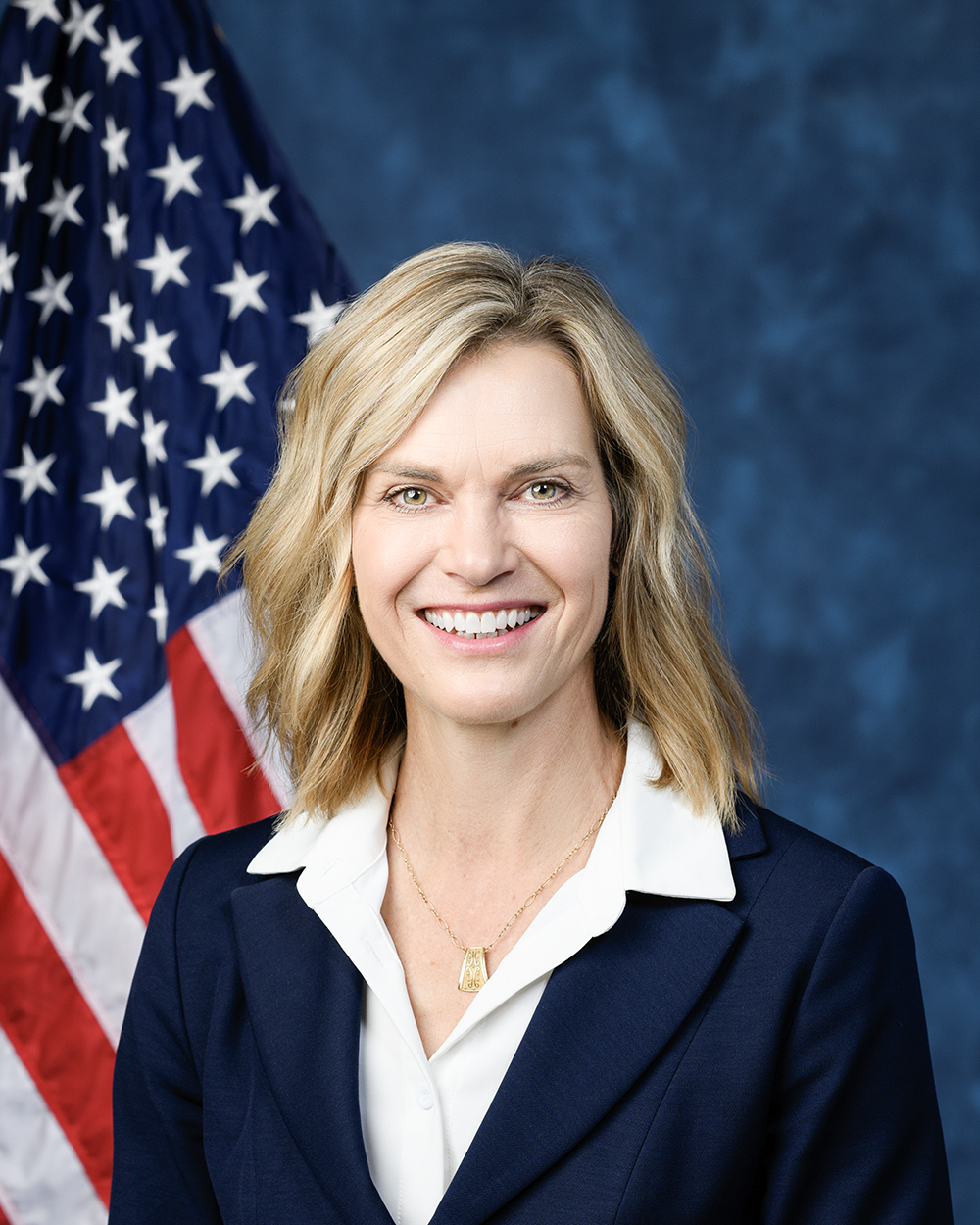
Julie Fedorchak (2025)

Julie Liffrig Fedorchak (* 28. September 1968 in Williston, North Dakota) ist eine US-amerikanische Politikerin der Republikanischen Partei. Sie vertritt seit dem 3. Januar 2025 als erste Frau den Staat North Dakota im Repräsentantenhaus der Vereinigten Staaten.

## Leben
Julie Fedorchak wurde als achtes Kind zweier überzeugter Republikaner geboren. Sie wuchs in Fargo auf und studierte an der University of North Dakota, wo sie ihren späteren Ehemann kennenlernte und 1991 mit einem Bachelor im Fach Journalismus abschloss.
Sie war für Gouverneur Ed Schafer als Pressesprecherin tätig. Hiernach betrieb sie ein Jahrzehnt ein Kommunikationsunternehmen. In dieser Zeit schrieb sie regelmäßig eine Kolumne in der Bismarck Tribune sowie für verschiedene Zeitschriften North Dakotas und veröffentlichte mit ihrer Mutter drei Bücher. Sie war dann für US-Senator John Hoeven tätig, bevor sie 2013 durch Gouverneur Jack Dalrymple zur Kommissarin der North Dakota Public Service Commission ernannt wurde.
Sie ist verheiratet und Mutter von drei Kindern.

## Politik
In der Nachwahl 2014 bestätigten die Wähler Julie Fedorchak als Nachfolgerin des zum US-Senator gewählten Kommissars Kevin Cramer als Kommissarin der North Dakota Public Service Commission. Sie wurde 2016 und 2022 wiedergewählt.
Nachdem Repräsentant Kelly Armstrong sich entschieden hatte, für das Amt des Gouverneurs von North Dakota zu kandidieren, verkündete Julie Fedorchak, dass die sich bei der Kongresswahl 2024 bewerben werde. Sie wurde von Gouverneur Doug Burgum und Donald Trump unterstützt. Fedorchak konnte sich in der Vorwahl mit 46,0 % vor Rick Becker (29,6 %), der ehemaligen Miss America Cara Mund (19,6 %) und anderen Kandidaten durchsetzen. In der Hauptwahl im November gewann sie mit 69,5 % gegen den Demokraten Trygve Hammer und wurde in den 119. Kongress gewählt.
Als sie gewählt wurde, war sie die erste Frau, die in North Dakota zum US-Repräsentantenhaus gewählt wurde. Der Bundesstaat war bis dahin neben Mississippi der einzige, der noch nie eine Frau in das Repräsentantenhaus gewählt hatte. Ihre aktuelle Legislaturperiode im Repräsentantenhaus des 119. Kongresses dauert vom 5. Januar 2025 bis zum 3. Januar 2027.

### Positionen
Julie Fedorchak glaubt, dass Leben mit der Empfängnis beginne und begrüßte, dass der Supreme Court mit der Dobbs-Entscheidung das Recht der Schwangerschaftsabbrüche an die Bundesstaaten verwiesen habe. Sie sprach sich für Indikationen im Fälle von Vergewaltigung, Inzest und Lebensgefahr aus. Sie befürwortete ein Abtreibungsverbot auf Bundesebene ab der 16. Schwangerschaftswoche und behauptete wahrheitswidrig, dass einige Bundesstaaten Nachgeburtsabtreibungen erlauben würden.